# بو لامار
بو لامار (بالإنجليزية: Bo Lamar)‏ مواليد 7 أبريل 1951 في كولومبوس، هو لاعب كرة سلة أمريكي سابق. بدأ مسيرته الاحترافية في سنة 1973. تم اختياره من قبل فريق ديترويت بيستونز خلال الدرافت. يبلغ طوله 6 قدم 1 بوصة (1.9 م). اعتزل اللعب في 1977. أحرز خلال مسيرته في الإن بي إيه 4478 نقطة بمعدل 16.4 نقطة في المباراة الواحدة.

## روابط خارجية
- بو لامار على موقع إن بي أي (الإنجليزية)
- بو لامار على موقع سبورتس رفرنس (الإنجليزية)
- بو لامار على موقع كلية كرة السلة في سبورتس رفرنس.كوم (الإنجليزية)
- بو لامار على موقع ريلجم (الإنجليزية)
- بو لامار على موقع بروبوليرز (الإنجليزية)
- بو لامار على موقع قاعة لويزيانا للمشاهير الرياضية (الإنجليزية)